# Interstate 80
Interstate 80 (I-80) é uma rodovia interestadual transcontinental leste-oeste que atravessa os Estados Unidos do centro de São Francisco, Califórnia, até Teaneck, Nova Jérsia, na Região Metropolitana de Nova Iorque. A rodovia foi designada em 1956 como uma das rotas originais da Interstate Highway System; seu segmento final foi inaugurado em 1986. A segunda rodovia interestadual mais longa dos Estados Unidos, depois da I-90, passa por muitas cidades importantes, incluindo Oakland, Sacramento, Reno, Salt Lake City, Omaha, Des Moines e Toledo, e passa a 16 km de Chicago, Cleveland e Nova York.
A I-80 é a rodovia interestadual que mais se aproxima da rota da histórica Lincoln Highway, a primeira estrada a cruzar os Estados Unidos. A rodovia traça aproximadamente outras rotas de viagem historicamente significativas no oeste dos Estados Unidos: a Oregon Trail, que atravessa Wyoming e Nebraska, a California Trail, que atravessa a maior parte de Nevada e da Califórnia, a primeira rota de correio aéreo transcontinental e a rota da primeira ferrovia transcontinental, exceto nas proximidades do Grande Lago Salgado. De perto de Chicago a leste até perto de Youngstown, Ohio, a I-80 é uma estrada com pedágio, contendo a maior parte da Indiana Toll Road e da Ohio Turnpike. A I-80 corre simultaneamente com a I-90 de perto de Portage, Indiana, até Elyria, Ohio. Na Pensilvânia, a I-80 é conhecida como Keystone Shortway, uma rodovia sem pedágio que cruza as partes rurais do centro-norte do estado a caminho de Nova Jersey e da cidade de Nova York.
No estado de Utah, a estrada já foi apelidada de “linha de massacre” por ali morrem muitos animais todos os anos. No pior trecho – que se estende por 20 quilômetros – 122 veados, 13 alces, 4 cervos e 3 onças pardas foram atingidos em dois anos. Assim, foi neste local que, em 2018, foi inaugurado uma grande estrutura que liga as duas grandes zonas de vegetação.

## Galeria

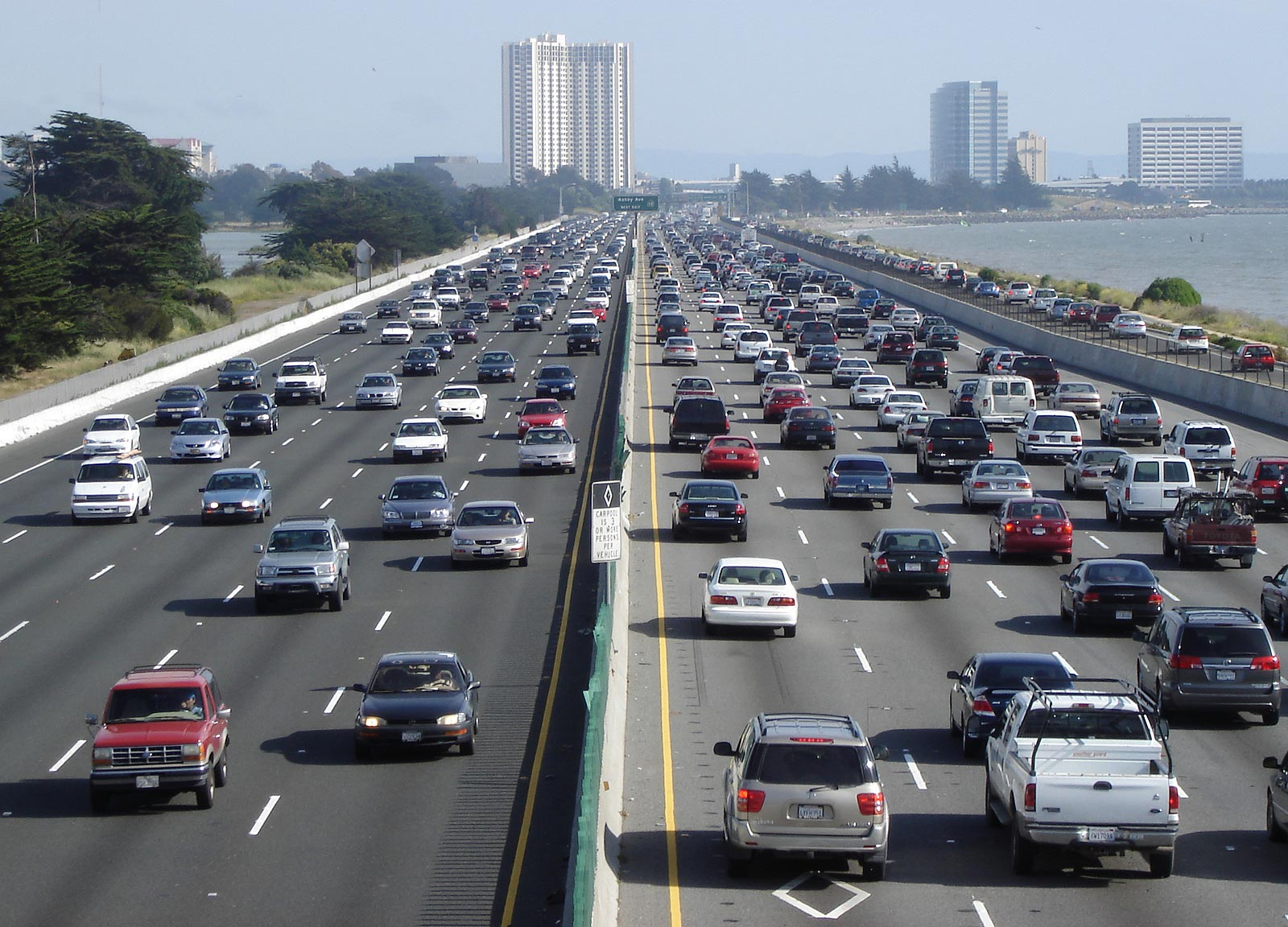
Califórnia
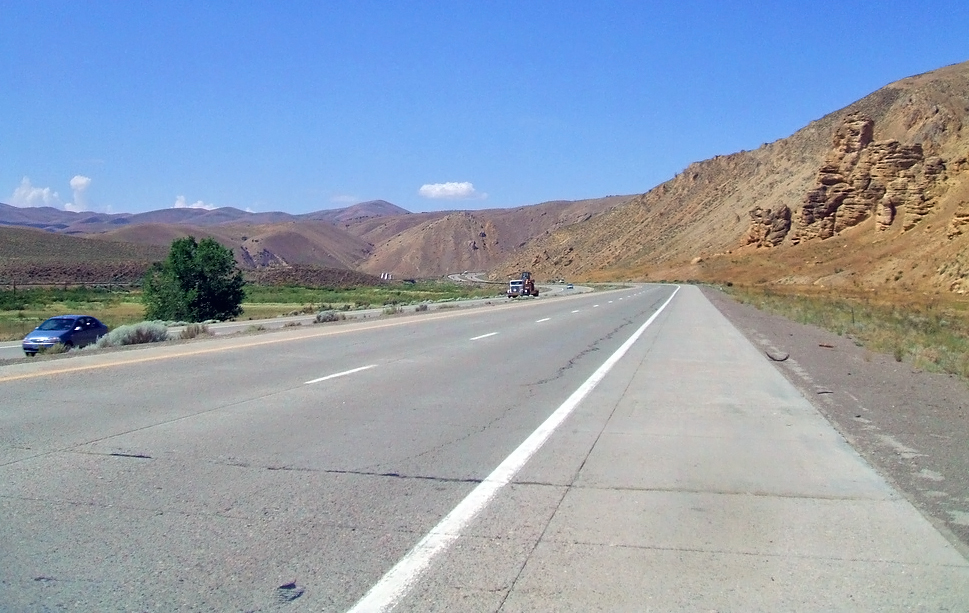
Nevada
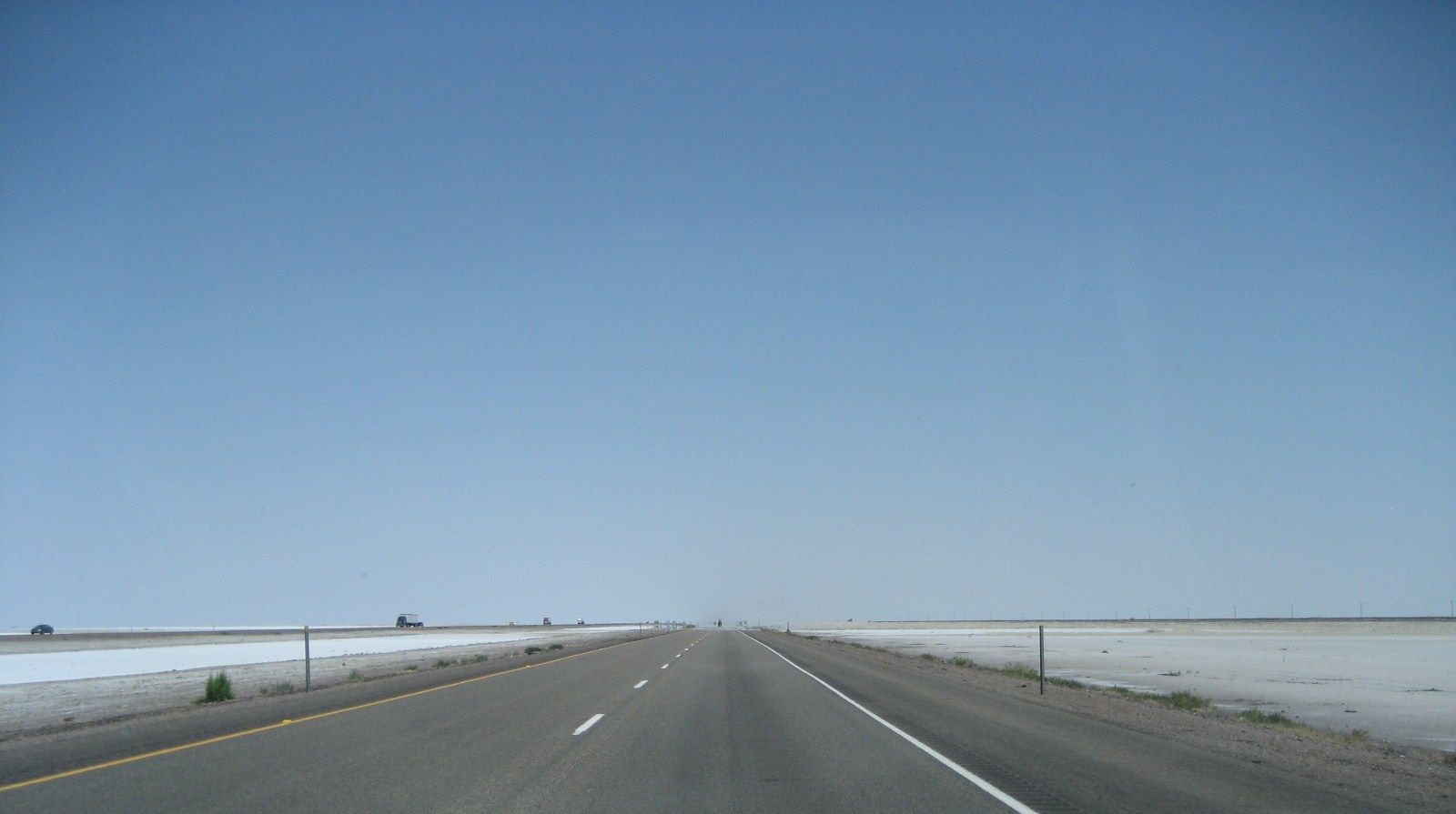
Utah
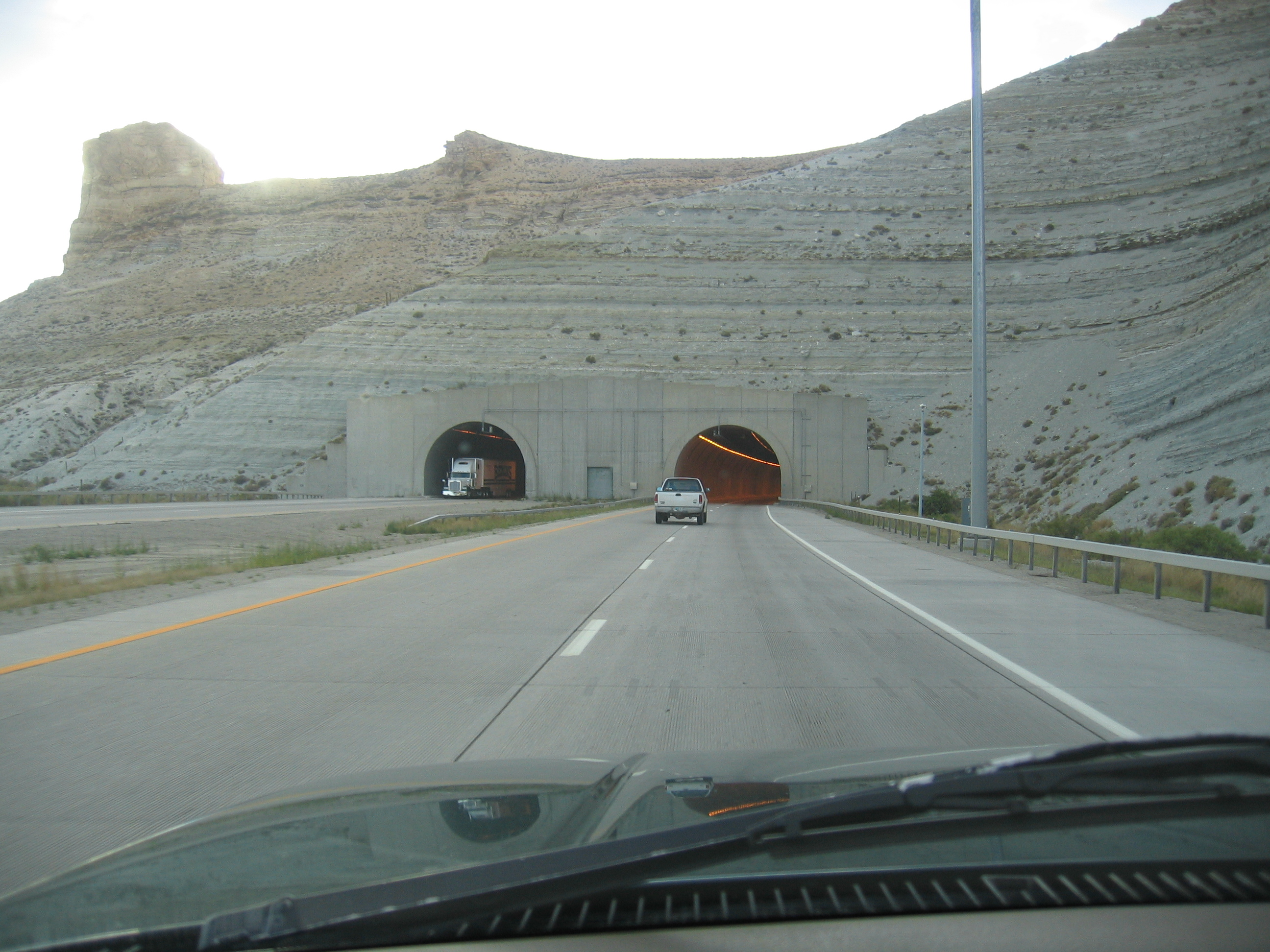
Wyoming
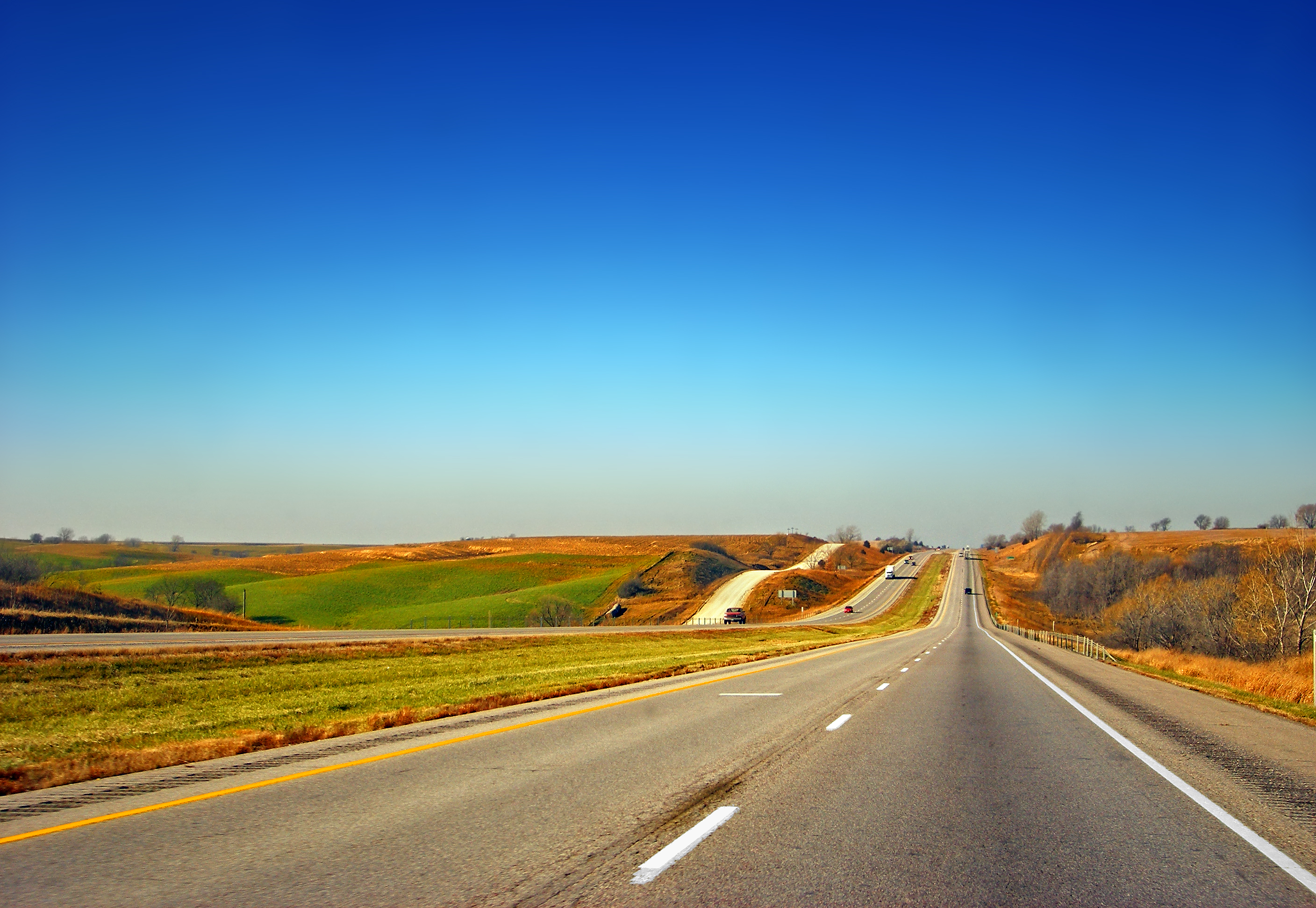
Iowa
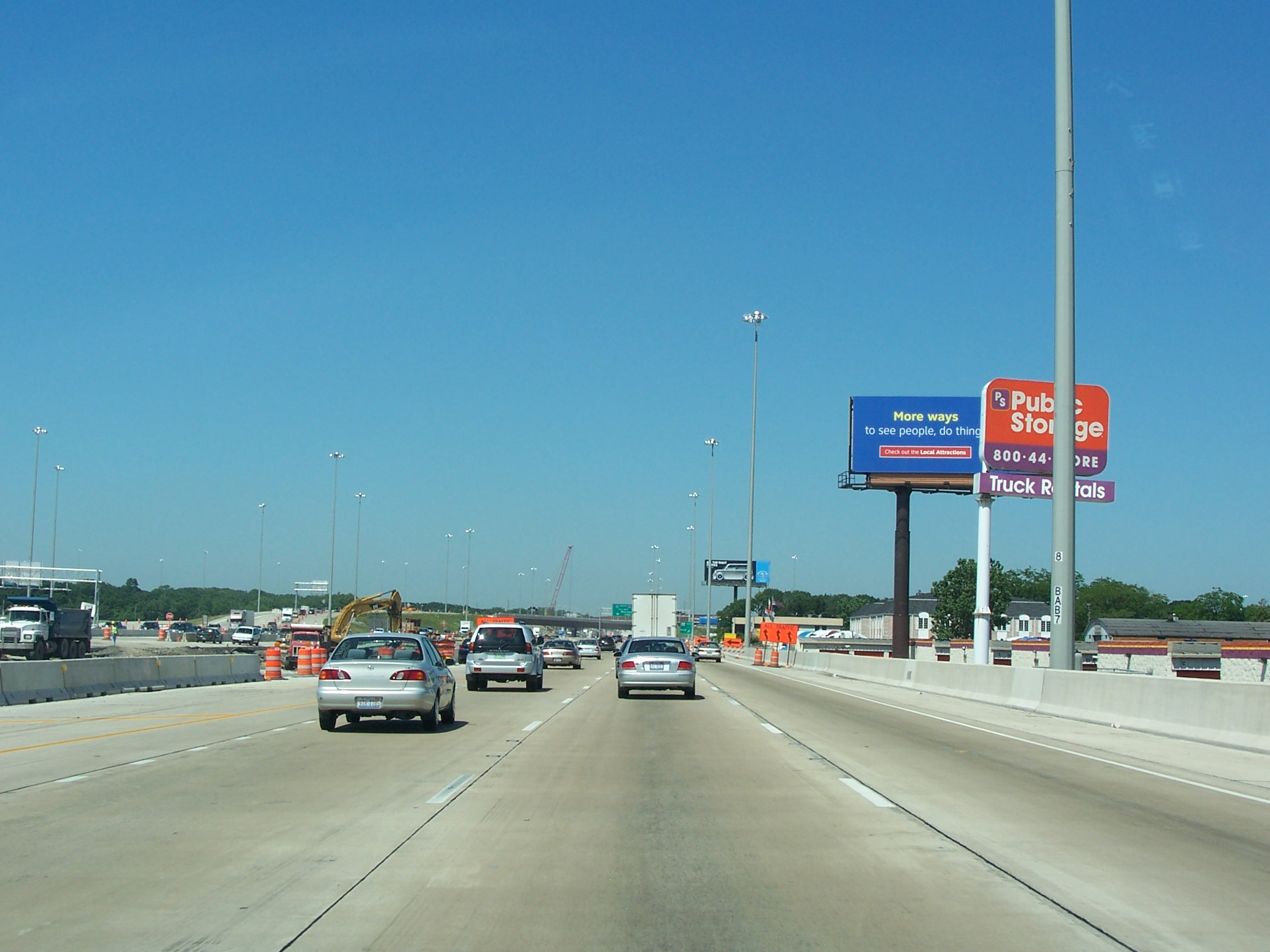
Illinois
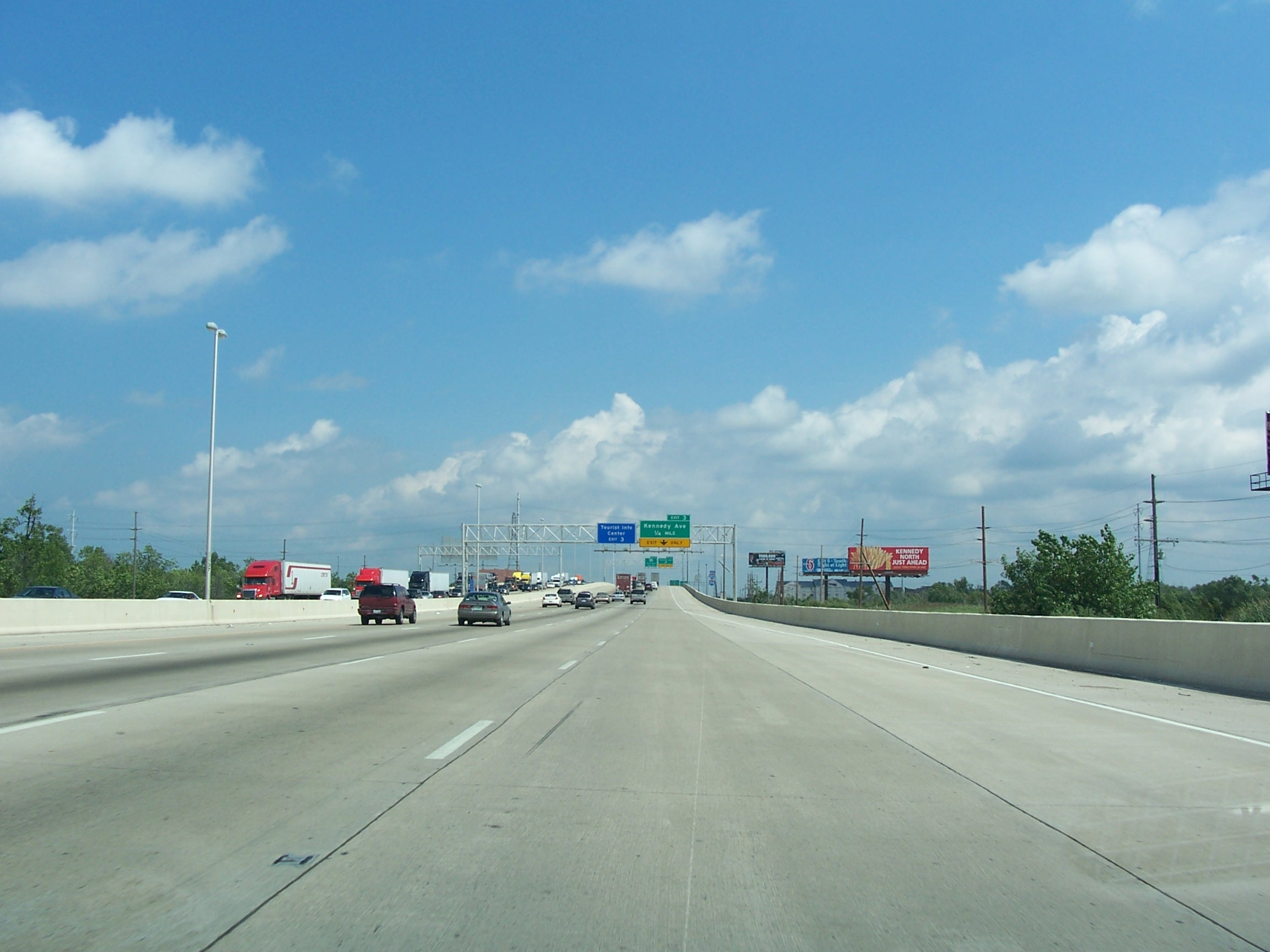
Indiana
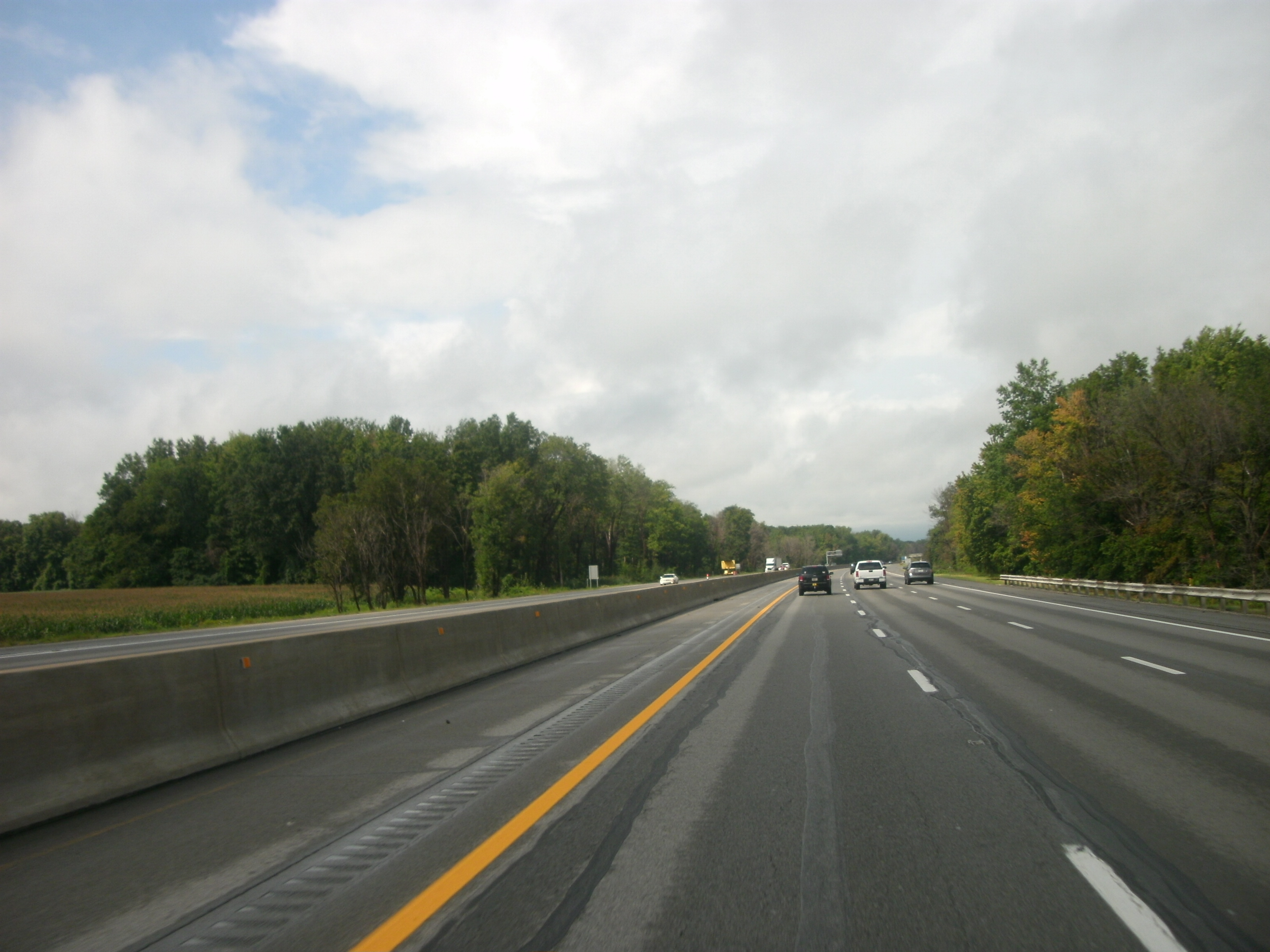
Ohio
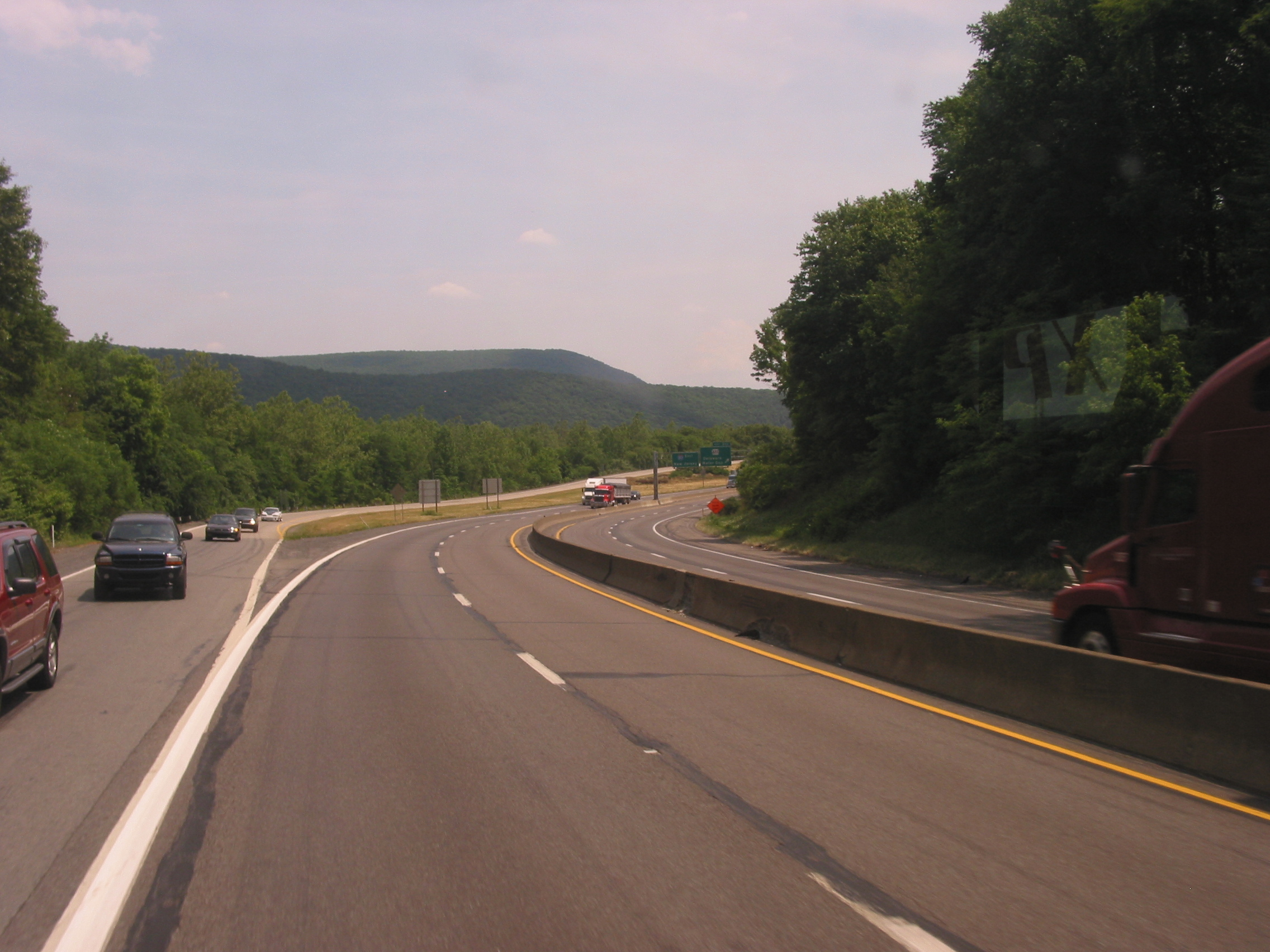
Pensilvânia
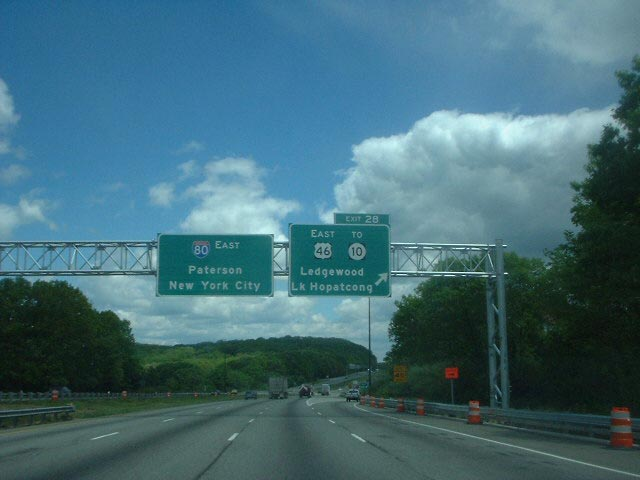
Nova Jérsia